# Карло Адзельо Чампи
Ка̀рло Адзѐльо Ча̀мпи (на италиански: Carlo Azeglio Ciampi) е италиански политик, министър-председател на Италия от 28 април 1993 до 10 май 1994 и 10-и президент на Италия от 18 май 1999 г. до 15 май 2006 г.